# Calligra Sheets
Calligra Sheets, anteriorment anomenat KSpread, és un full de càlcul lliure què forma part del paquet ofimàtic Calligra Suite.
Entre les funcions de KSpread hi ha els múltiples fulls per document, formateig classificat, ajuda per les més de 100 funcions incorporades, plantilles, gràfics, corrector ortogràfic, hipervincles, suport per sèries, acoloriment condicional de sèries, scripting i la classificació de dades.
Des de la versió 1.5, el format nadiu de KSpred és Oasis OpenDocument, tot i així també té un format propi, el qual és un XML comprimit amb el format de compressió ZIP.
Tot i així, KSpread és capaç d'importar diferents formats de full de càlcul mitjançant filtres, inclosos Microsoft Excel, Applix Spreadsheet, Quattro Pro, CSV i OpenOffice.org Calc.